# 天下茶屋 (飲食店)
天下茶屋（てんかちゃや）は、日本の飲食店。山梨県南都留郡富士河口湖町に所在する。1934年（昭和9年）に創業した老舗であり、山梨名物のほうとうや、富士山と河口湖の絶景に恵まれた立地を特徴としている。井伏鱒二や太宰治ら、文人たちに親しまれた場所としても知られている。太宰の作品『富嶽百景』の舞台でもあり、太宰の滞在時の部屋を再現した「太宰治文学記念室」も併設されている。

## 沿革
1934年秋に、初代店主の外川政雄夫妻により開業された。外川は農家の長男であったが、甲府盆地と富士五湖を結ぶトンネルの完成により、人々がバスや徒歩で頻繁に峠を往来する様子から、茶屋を開こうと思い立ったことが、開業のきっかけであった。当時の建物は木造2階建てであり、8畳が3間の小さな茶屋で、峠を行き交う旅人に食事などをふるまったことが始まりであった。
河口湖と富士山を一望できる絶景から、開業当初は「富士見茶屋」「天下一茶屋」などと呼ばれていたが、ジャーナリストの徳富蘇峰が新聞に「天下茶屋」と紹介したことにより、この名が定着した。また徳富のこの新聞での紹介により、この店の知名度が全国的なものとなった。
旅館ではないが、旅人に依頼されると、2階を宿泊のために提供した。宿泊時の食事は家人と同じで有り合わせであったが、富士山の絶景と素朴なもてなしが評判を呼び、暑さを逃れてここに長期滞在する文人たちが次第に増加した。
1967年（昭和42年）に新御坂トンネルが開通したことで、峠道の交通量が激減し、店は休業を強いられ、建物も次第に老朽化した。「富士山の景色を楽しめる道」として往来が戻った後、1978年（昭和53年）に営業を再開、火災のために建物が焼失した後、1983年（昭和58年）に改築されて現在の建物となった。

## 特徴
山梨名物のほうとうが人気メニューであり、蕎麦、おでん、釜飯、馬刺しなどの食事が充実している。ほうとうは、軟らかく腰の強い自家製の麺を、合わせ味噌で仕上げた深い味わいが特徴であり、10月下旬には大ぶりの天然のナメコの入った、きのこほうとう鍋を楽しむことができる。この地の空気と水との相性まで考慮されたオリジナルブレンドのコーヒーや、創業時代のままの製法で作られた甘酒も特徴である。
店の前は有数の富士見スポットとして知られており、気候次第では戸外での飲食も可能である。ほうとうや甘酒などの味を気に入って、何度も訪れるリピーター客、富士山と河口湖の絶景を撮影するために訪れる行楽客も多い。休業前と異なり、宿泊のための施設はない。
1993年の改築後の店の建築は、スギの板とヨシの屋根による構造であり、その外観の素朴さと、昔ながらの懐かしい雰囲気、規則正しく並ぶ板目が特徴的である。旧店舗の床柱を再利用するなど、改築前の「峠の茶店」としての風情はそのまま残されている。
後述のように太宰治に愛された縁で、改築後の店の2階には、太宰が滞在していた部屋が復元されており、「太宰治文学記念室」として無料で公開されている。ここでは著書の初版本や、太宰の直筆の色紙や写真などが展示されている。未完の『火の鳥』の執筆に用いたと思われる、愛用の木製の文机や火鉢も、当時のままで残されている。「聖地巡礼」として訪れる太宰ファンも多い。
本店の他に、より多くの客を迎えるための河口湖分店「峠の茶屋」がある。こちらでも本店と同じく、ほうとうや釜飯が提供されている。分店には大型バス用駐車場も用意されており、河口湖や富士山、太宰治にちなんだ土産も販売されている。

## 文人たちとの縁
小説家の井伏鱒二は山梨を「第2の故郷」と呼んでこよなく愛し、小説の取材や趣味の川釣りのために、たびたび山梨を訪れた。この店の初代店主である外川政雄の親戚が山梨県庁に勤務しており、井伏から「景色が良く魚も釣れる場所を捜している」と相談された縁で、井伏はこの店に頻繁に訪れ、仕事場としていた。外川は井伏と親交があり、囲碁や将棋の相手を務めることも多かった。井伏のことを「イブ先生」と呼び、「イブ先生に釣りを教えたのは俺」とも自慢していた。晩年には、井伏からの数十通の手紙を宝物として大事にしていた。井伏の作品『大空の鷲』（新潮社の短編集『山椒魚』に収録）に登場する茶屋の主人のモデルも外川であり、外川の孫（2代目店主の三男）はこの茶屋の主人の姿を「本人そのもの」と語っている。2代目店主も「子供の頃、当時は珍しかった花火を買ってもらった」と回想している。井伏の長男も、父に連れられてよく訪れていた。
井伏を師と仰ぐ太宰治は1938年9月、井伏に連れられて来店し、約2か月ここに滞在した。それまでの太宰は私生活や文学の行き詰まりで生活が荒れており、この店を訪れたことが、作風が上向く転機になったとされ、評論家の長部日出雄も「天下茶屋が太宰に与えた好影響は計り知れません」と語っている。名物のほうとうを出されると、「放蕩（ほうとう）」と言われたと思い、「僕のことを言っているのか」と不機嫌になったが、食べてからは大いに気に入ったとの逸話もある。滞在当初は客室で食事をとっていたものの、後には外川の家族と食事を共にし、家族同様のつき合いとなった。この滞在経験をもとに書かれた作品が『富嶽百景』であり、作中に登場する「茶屋のおかみさん」のモデルは外川政雄の妻である。同作で有名な一節「富士には月見草がよく似合ふ」は、天下茶屋にいた太宰が、郵便物を受け取るためにバスで河口局へ下り、帰りのバスで同乗した老婆が月見草を見つけたことから生まれたものである。
太宰が入水した後、井伏鱒二が店主の外川政雄に「また茶屋に行かせようと思っていた」と告白すると、外川は「水は、若くしていった作家の過去と未来のすべてを包み込んで何も語ってくれない」と無念の思いを伝えたという。太宰の没後、『富嶽百景』の「富士には〜」の一節が刻まれた文学碑が、太宰の急逝を惜しんだ井伏や山梨日日新聞社社長の野口二郎らにより、天下茶屋近くに建立された。1978年からはこの碑のもとで、太宰を偲ぶ「山梨桜桃忌」が催されており、各地の太宰ファンや研究者たちの交流の場となっている。